# Phytoseiulus persimilis
Espèce
Phytoseiulus persimilis est une espèce d'acariens de la famille des Phytoseiidae.

## Utilisation
C'est un acarien très mobile, prédateur d'autres acariens.
Cette espèce est utilisée dans le monde entier en lutte biologique contre les espèces d'acariens du genre Tetranychus, notamment contre l’acarien jaune Tetranychus urticae. Il est efficace en particulier contre les araignées rouges sur les plantes d’intérieur et les fruits et légumes en serres.

### Évaluation des risques lors d’introduction
L’espèce est évaluée en 2020 par l’Agence nationale de sécurité sanitaire de l’alimentation, de l’environnement et du travail (Anses), en tant qu’espèce non indigène introduite. En conclusion, son établissement en France est considéré comme improbable, les risques pour la santé faibles, les risques pour la santé des végétaux négligeables, les risques pour l’environnement et la biodiversité faibles et les bénéfices de son utilisation pour la lutte biologique sont reconnus.